# Wolfsbane Save the World
Wolfsbane Save the World è un album in studio del gruppo heavy metal inglese Wolfsbane, pubblicato nel 2012.

## Tracce
1. Blue Sky – 5:10
2. Teacher – 4:05
3. Buy My Pain – 3:47
4. Starlight – 4:00
5. Smoke and Red Light – 3:44
6. Illusion of Love – 6:03
7. Live Before I Die – 5:09
8. Who Are You Now – 3:21
9. Everybody's Looking for Something Baby – 4:06
10. Child of the Sun – 3:39
11. Did It for the Money – 3:34

## Formazione

### Gruppo
- Blaze Bayley - voce
- Jason Edwards - chitarra
- Jeff Hately - basso
- Steve "Danger" Ellett - batteria

### Altri artisti
- Givvi Flynn - voce (6), cori (8)
- Chris Catalyst - voce (6)
- Glen Buglass - cori (4)